# 'Ot 'n' Sweaty
 (janvier 2022).
Albums de Cactus
Restrictions
(1971) Cactus V
(2006)
'Ot 'n' Sweaty est le quatrième album du groupe de hard rock américain, Cactus. Il est sorti le 28 août 1972 sur le label Atco Records et a été produit par Geoffrey Aslam.

## Historique
Au début de 1972, le chanteur Rusty Day et le guitariste Jim McCarty sont remplacés respectivement par Peter French (ex-Atomic Rooster) et Werner Fritzschings, Duane Hitchings (claviers) viendra complèter le groupe.
Les trois titres de la face 1 furent enregistrés lors du festival Mar Y Sol à Manatí, Porto Rico, le 3 avril 1972. Let Me Swim (intitulé Swim sur cet album) est la seul reprise, l'original figurant sur le premier album. La face 2 fut enregistrée en studio à New York, les studios Media sound pour Bad Stuff, Telling You et Underneath the Arches et les Electric Lady Studios pour  Bringing Me Down et Ballroom Mazurka.
Peu après la sortie de cet album, Carmine Appice et Tim Bogert, fatigués du peu de succès du groupe, rejoindront Jeff Beck , ce qui marquera la fin du groupe jusqu'à sa reformation en 2006.

## Liste des titres
Face 1 (enregistrements live)
| No | Titre                     | Auteur                                                            | Durée |
| -- | ------------------------- | ----------------------------------------------------------------- | ----- |
| 1. | Swim                      | Carmine Appice, Tim Bogert, Rusty Day, Jim McCarty                | 4:40  |
| 2. | Bad Mother Boogie         | Appice, Bogert, Peter French, Werner Fritzsching, Duane Hitchings | 4:55  |
| 3. | Our Lil Rock-N-Roll Thing | Appice, Bogert, French, Fritzsching, Hitchings                    | 6:25  |

Face 2 (enregistrements studios)
| No | Titre                 | Auteur                                         | Durée |
| -- | --------------------- | ---------------------------------------------- | ----- |
| 4. | Bad Stuff             | Peter French, R. Johnson                       | 3:08  |
| 5. | Bringing Me Down      | Appice, Bogert, French, Fritzsching, Hitchings | 5:27  |
| 6. | Bedroom Mazurka       | French, Hitchings                              | 4:33  |
| 7. | Telling You           | French, Hitchings                              | 5:10  |
| 8. | Underneath the Arches | Bud Flanagan, Reginald Conelly, Joseph McCarty | 0:30  |

## Musiciens
- Carmine Appice: batterie, percussions, chœurs
- Tim Bogert: basse, chœurs
- Peter French: chant
- Werner Fritsching: guitare
- Duane Hitchings: orgue, piano, piano électrique

## Charts
| Pays   | Durée du classement | Meilleur classement |
| ------ | ------------------- | ------------------- |
| Canada | 4 semaines          | 93e                 |